# نقفور الثالث بوتانياتيس
نيكفورس «نيكفورس» الثالث بوتانياتيس (باليونانية: Νικηφόρος Βοτανειάτης)‏، تُرجِم إلى اللاتينية باسم نيسفوروس الثالث بوتانييتس (باليونانية: Νικηφόρος Βοτανειάτης، 1002 – 10 ديسمبر 1081)، كان إمبراطورًا بيزنطيًا من 7 يناير 1078 إلى 1 أبريل 1081. ولد عام 1002، وأصبح جنرالًا في عهد الإمبراطور البيزنطي قسطنطين التاسع مونوماخوس، الذي خدم في ثورة بيتشنيج 1048-1053. اجتذبت تصرفاته انتباه زملائه الضباط عندما وجّه قواته بعيدًا عن بيتشنيج بعد معركة زيغوس باس، والتي عانوا فيها أحد عشر يومًا من المضايقات قبل أن يصلوا أخيرًا إلى مدينة أدرنة البيزنطية، وحصل على لقب ماجيستروس مكافأة له على أعماله. خدم نيكفورس في ثورة إسحاق الأول كومنين ضد الإمبراطور البيزنطي ميخائيل السادس برينغاس، قائدًا القوات في معركة بيترو الحاسمة. في عهد الإمبراطور قسطنطين العاشر دوكاس، نُصِّب دوكس لتسالونيكا، إذ بقي هناك حتى نحو 1065، حيث أُعيد تعيينه على أنه دوكس أنطاكية. بينما كان دوكس أنطاكية، صدّ العديد من الغزوات من إمارة حلب. عندما توفي قسطنطين العاشر في عام 1067، فكرت زوجته، الإمبراطورة إيدوكيا مكرمبولتيسا، في أخذ نيكفورس زوجًا وإمبراطورًا، لكن بدلاً من ذلك اختارت رومانوس الرابع ديوجين. اقتضت الحاجة إلى خليفة فوري بسبب غارات السلاجقة المستمرة على الأناضول البيزنطية، ووافق كلّ من إيدوكيا والبطريرك يوحنا الثامن من القسطنطينية ومجلس الشيوخ البيزنطي على أن الأولوية القصوى كانت الدفاع عن الإمبراطورية وأنهم بحاجة إلى إمبراطور لقيادة قوات لصدّ الأتراك. كان نيكفورس المرشح المفضّل لمجلس الشيوخ، ولكنه كان في الميدان يقود القوات في أنطاكية ولا يزال متزوجًا. رومانوس، الذي اختير ليكون إمبراطورًا، نفى نيكفورس إلى ممتلكاته في ثيمة الأناضول، حيث بقي حتى أُخرِج من العزلة من قبل الإمبراطور ميخائيل السابع وعُيِّن قربلاطًا واستراتيجوس لثيمة الأناضول.
دخل نيكفورس في صراع مع ميخائيل عام 1078 عندما ناشد الإمبراطور أن يتعامل مع الوضع المتدهور في الأناضول البيزنطية، وأهان ميخائيل بصراحته. من أجل حماية نفسه، جمع نيكفورس جيشًا من القوات المحلية والمرتزقة الأتراك وأعلن نفسه إمبراطورًا في 2 يوليو 1078. جمع نيكفورس قاعدة دعم قوية بسبب فطنته العسكرية وشهرته العائلية، ما سمح له بدخول القسطنطينية في 24 مارس 1078 واغتنم العرش. عندما أصبح إمبراطورًا، واجه نيكفورس العديد من التمردات، بما في ذلك ثورات نيكفورس براينيوس ونيكفورس باسيليكيس وقسطنطين دوكاس، فضلاً عن محاولة اغتيال من قبل الحرس الفارانغي. تقبّل نيكفورس الأشياء المتعلّقة بمنصبه كإمبراطور، وقام بالعديد من الأفعال لزيادة شرعيته ودعمه، مثل إنفاق مبالغ كبيرة على التبرعات لصالح الجيش ومؤيديه، ومسامحة جميع الديون المتأخرة، وإدخال إصلاحات قانونية بسيطة. من الناحية الدبلوماسية، أمّن نيكفورس خضوع ثيودور جابراس وفيلاريتوس براكاميوس، حكّام تريبزوند وأنطاكية، على التوالي، الذين أصبحوا مستقلين فعليًا عن الإمبراطورية البيزنطية بسبب التوغلات المستمرة للسلاجقة إلى الأناضول البيزنطية.
في عام 1081، استعد نورمان دوق روبرت جويسكارد لأبوليا لغزو الإمبراطورية البيزنطية بحجة الدفاع عن خلافة قسطنطين دوكاس، الذي كان مخطوبًا من ابنة روبرت، هيلينا. كُلّف ألكسيوس الأول كومنينوس بجيش وأُرسِل لهزيمة تهديد نورمان، لكن بدلاً من ذلك تآمر مع قريبه جون دوكاس للاستيلاء على العرش. أثار ألكسيوس تمردًا على نيكفورس وكان قادرًا على تطويق القسطنطينية بسرعة وحاصرها، بسبب عدم وجود جيش دفاعي. لم يتمكن نيكفورس من الحصول على دعم السلاجقة الأتراك أو نيكفورس ميليسينوس، منافسيه التقليديين، وبالتالي اضطر إلى الاستعداد للتنازل عن العرش. قرر نيكفورس أن خياره الوحيد هو التنازل لصالح ميليسينوس، الذي كان قريبًا من داماليس في الأناضول، وأرسل رسلًا إليه عبر مضيق البوسفور؛ ومع ذلك، اعتُرض هؤلاء الرسل من قبل جورج بالايولوغوس، وهو جنرال لألكسيوس، الذي أقنعهم لدعم أليكسيوس. اخترق ألكسيوس وقواته جدران القسطنطينية في 1 أبريل 1081 ونهبوا المدينة. هرب نيكفورس وسعى إلى ملاذ داخل آيا صوفيا. نُقِل نيكفورس من هناك إلى دير بيرسيبتوس، حيث تنازل وأصبح راهبًا. توفي نيكفورس في وقت لاحق من ذلك العام، في 10 ديسمبر 1081.

## التاريخ

### الحياة المهنية المبكرة
يجذب نيكفورس أولاً انتباه معاصريه والمؤرخين البيزنطيين لأفعاله بعد معركة زيغوس باس في عام 1053. يسجّل أتالييت أن نيكفورس كان قادرًا على ممارسة القيادة الفعالة على قوات الفرسان المنسحبة، ومنع تجاوزهم من قبل قوات بيتشنيج خلال تمرّد بيتشنيج. أمر نيكفورس سلاح الفرسان لديه بالاحتفاظ بتشكيل مُحكم، للحدّ من الأضرار التي قد يلحقها رماة الخيول في بيتشنيج، ونشر المستكشفين لمنع قواته من الوقوع في كمين. خلال مناورته، حاول بيتشنيج الهجوم على قواته وكسر تشكيلها عدة مرات، ولكن في كل مرة كانوا يدحرون ذلك. قاد نيكفورس قواته لمدة أحد عشر يومًا على الرغم من المضايقات المستمرة. وفقًا لأتالييت، حاول البيتشنيج إقناع البيزنطيين بالاستسلام وقتلوا خيولهم بأقواسهم عندما فشلوا في ذلك. جعلهم نيكفورس يواصلون السير على الأقدام ورفض إجلاء نفسه عندما عُرِض عليه حصان، معلنًا أنه يفضل الموت على عار الجبن، ما عزز معنويات قواته. بعد أحد عشر يومًا من الهجمات المستمرة، وصلوا إلى مدينة أدريانوبل البيزنطية، حيث تخلى بيتشنيج أخيرًا عن ملاحقتهم. منح الإمبراطور قسطنطين التاسع نيكفورس لقب ماجيستروس مكافأةً له على أعماله. في حين أنه من الممكن أن تكون أعماله مبالغ فيها من قبل أتالييت، إلّا أنها تتلاءم بسهولة مع سمعته كقائد قوي.
ذُكِر نيكفورس لاحقًا لدوره في تمرّد إسحاق الأول كومنينوس ضد الإمبراطور البيزنطي ميخائيل السادس برينغاس (حكم في الفترة 1056-1057) في عام 1057. نشأ هذا التمرّد نتيجة لميل ميخائيل تفضيل المسؤولين المدنيين في القسطنطينية، مقابل ازدرائه من النخبة العسكرية. بعد أن تعرض الداينتوا للإذلال من قبل ميخائيل بسبب رفضه منحهم أي هدايا، حاول إسحاق التصالح مع ميخائيل، لكنّه تعرّض للإهانة شخصيًا، ما أدى إلى نشوب حرب أهلية، ذكرها سكايلتزس وبسيلوس وأتالييت؛ قاد بسيلوس نفسه السفارة من ميخائيل إلى إسحاق. جمع إسحاق بعد ذلك دعم النخب العسكرية الأخرى قبل المسير نحو القسطنطينية. في القسطنطينية، وقعت معركة بيتروي في 20 أغسطس 1057، ما أدى إلى النصر الحاسم لإسحاق، ويقال إنها كانت واحدة من أكثر المعارك دموية التي خاضها البيزنطيون خلال حرب أهلية. أدى فوز إسحاق إلى إعادة السيطرة على الطبقة الأرستقراطية العسكرية، وكان ذلك المرة الأولى التي تولى فيها الجنرال العرش منذ وفاة الإمبراطور باسيل الثاني في عام 1025. قاد نيكفورس جناحًا من قوات إسحاق أثناء المعركة، ما يشير إلى أنه كان جزءًا من الدائرة الداخلية لإسحاق. يذكر سكايلتزس أنه خلال هذه المعركة خاض نيكفورس مبارزة ضد أحد مرتزقة ميخائيل، راندولف فرانك. في عام 1059، قام إسحاق بوضع نيكفورس في قيادة حدود الدانوب، حيث بقي حتى عام 1064. خلال فترة تنفيذه لهذا الأمر، أنقذ حياة الإمبراطور المستقبلي رومانوس الرابع ديوجين خلال حملة إسحاق ضد الهنغاريين.
تَرِد قصة نيكفورس مرة أخرى في عهد الإمبراطور قسطنطين العاشر دوكاس (حكم في الفترة من 1059 إلى 1067)؛ في عام 1061 قام قسطنطين بتنصيبه دوكس لتسالونيكا، وأمر بتسوية الشكاوى في الموضوع. كانت الشكوى الأولى نزاعًا بين دير آيڤرون في جبل آثوس والحكومة البيزنطية، تركّزت على مصادرة الحكومة لبعض ممتلكات الدير وبارويكي (الأقنان البيزنطية)، والتي اعتبرها الدير غير قانونية. أرسل نيكفورس ميخائيل سباتاروكانديديتوس للتحقيق في القضية، قبل الحكم، بناءً على كريسوبول الصادر عن باسيل الثاني والذي أعلن أن ممتلكات الدير وبارويكي كانت معفاة من الضرائب، لا يمكن أن تصادرهما الحكومة. حلّ نيكفورس نزاعًا آخر في فبراير 1062، هذه المرة بين دير لاڤرا وثيودوروس أوف أيخمالوتو، مالك أرض محلي، على الممتلكات الرهبانية؛ حكم نيكفورس لصالح الدير. قام نيكفورس بتسوية نزاع بين دير آيڤرون وأسقف إزوبا في ما يتعلق بالحدود بين أراضي الدير وأراضي الأسقف، واستند حكمه على معرفة السكان المحليين. النزاع الأخير في تسالونيكا الذي حكمه نيكفورس كان بين دير آيڤرون وميتوتشن ميليسورجيون؛ يبدو أن ميتوتشن تجاهل الحكم الذي سبق أن أصدرته الإمبراطورة ثيودورا بورفيرجينتا، والذي أكّده نيكفورس.
في خريف عام 1064، غزا الأوغوز الأتراك البيزنطيين البلقان وهزموا كلًّا من نيكفورس وباسيل أبوكابيس، أركون أوف باريستريون، في المعركة، وأخذوهم أسرى، وهو ما يوحي إليه أتالييت بأنه مهينٌ لنيكفورس للغاية؛ تمكن الرجلان من الفرار من الأسر بعد أن دُمِّرَت قوات أوغوز التركية بسبب الغارات البلغارية والمرض. جُنِّد الأتراك الأوغوز المتبقون على قيد الحياة بسرعة في الجيش البيزنطي.